# St. Simon und St. Judas Thaddäus (Poppenlauer)

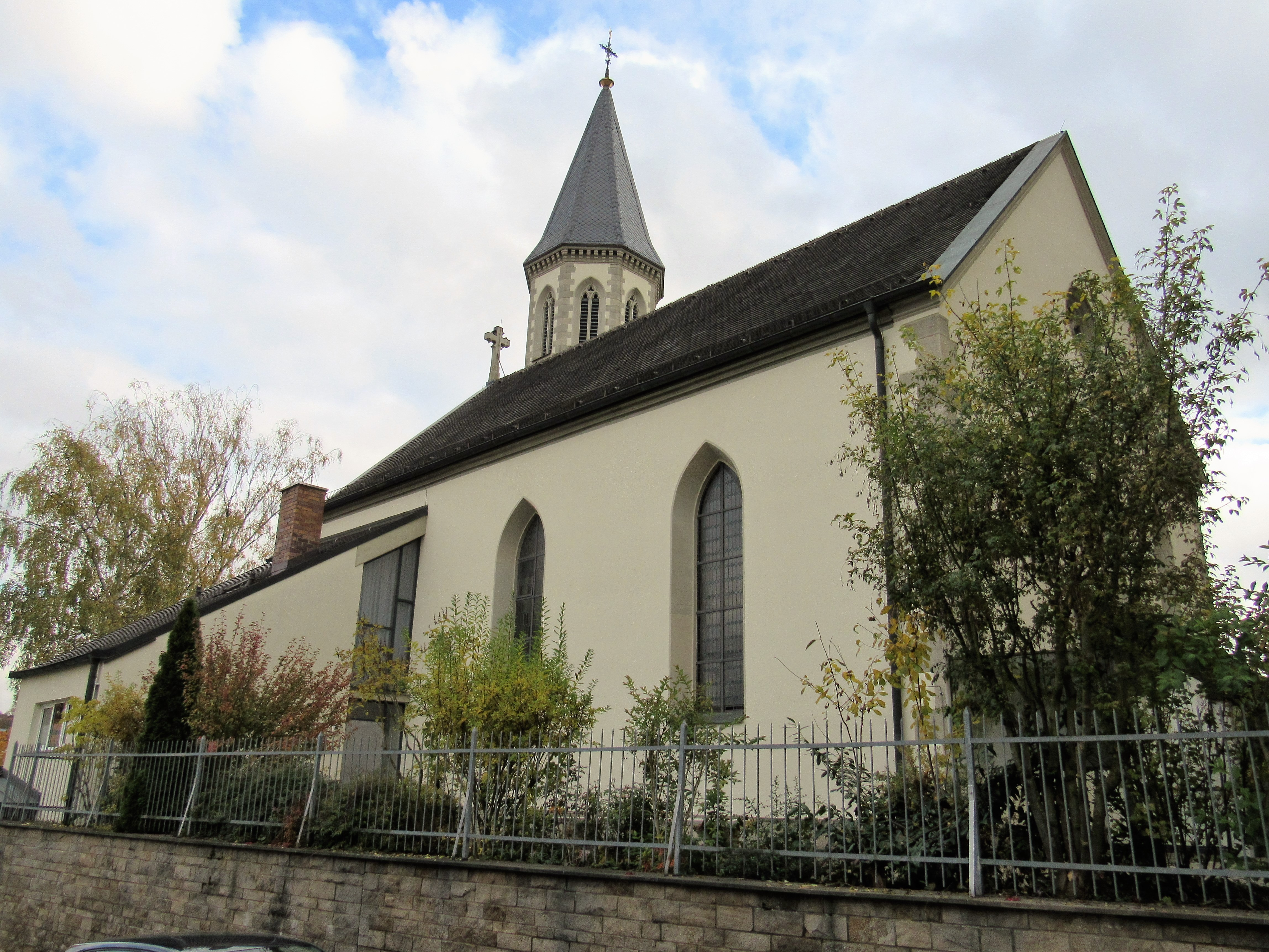
Kirche in Poppenlauer

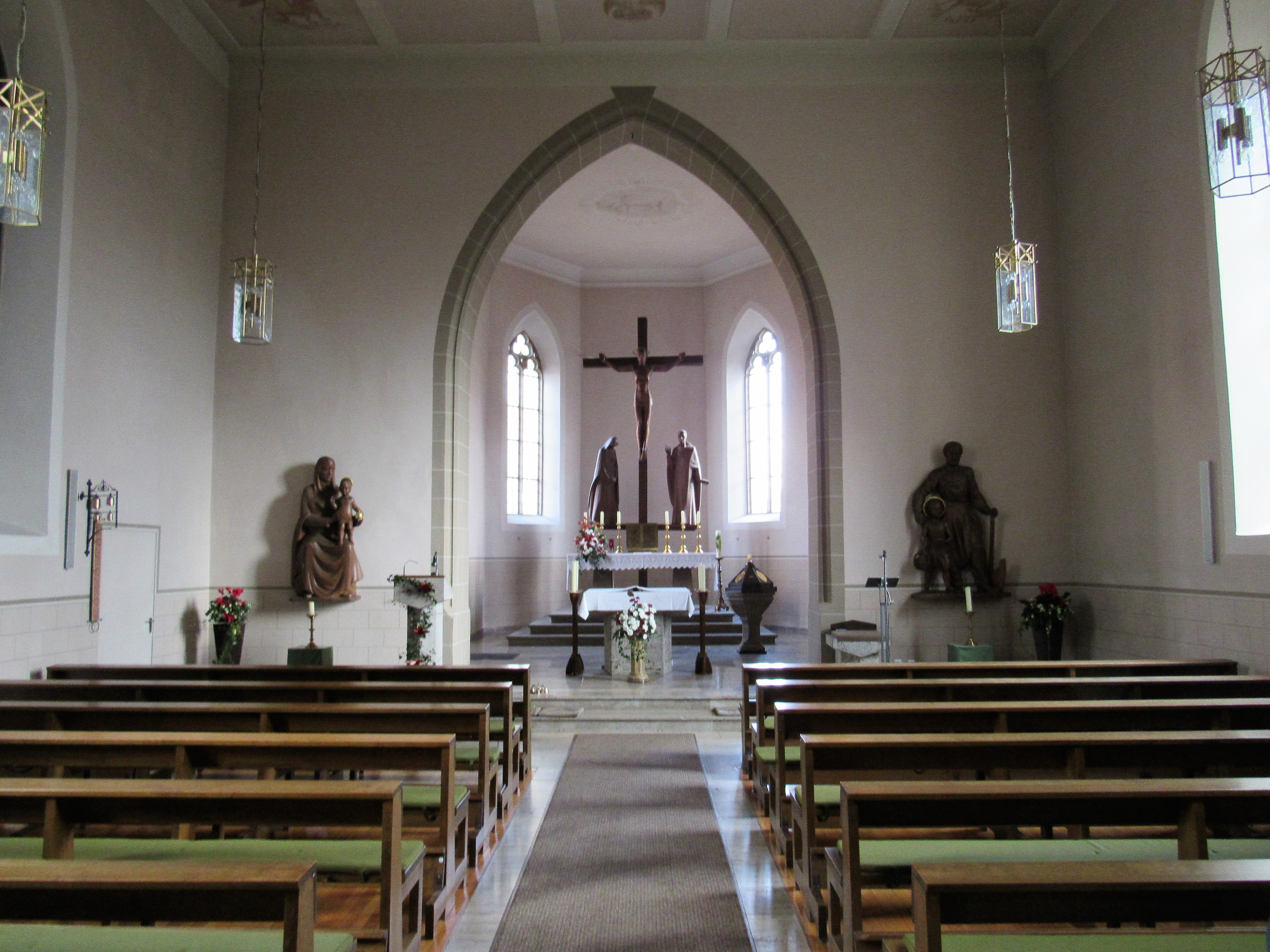
Innenraum der Kirche

Die Kirche St. Simon und St. Judas Thaddäus ist eine römisch-katholische Kirche in Poppenlauer, einem Ortsteil von Maßbach im unterfränkischen Landkreis Bad Kissingen.
Sie gehört zu den Baudenkmälern von Maßbach und ist unter der Nummer D-6-72-131-22 in der Bayerischen Denkmalliste registriert.

## Geschichte
Poppenlauer war eine Filiale der Pfarrei Wermerichshausen. Die  heutige Kirche wurde 1854 (Jahreszahl an der Nordwestecke) im neugotischen Stil neu errichtet. Unter dem heutigen Kirchengebäude befinden sich noch die Fundamente von hoch- und spätmittelalterlichen Vorgängerbauten.

## Beschreibung und Ausstattung
Die Kirche besteht aus dem Langhaus mit drei Fensterachsen, dem Chor im Osten und dem Turm im Süden. Am Turm fällt das achteckige Obergeschoss auf dem viereckigen Sockel auf. Die Sakristei wurde vermutlich in neuerer Zeit an der Nordseite des Langhauses angebaut. Im Chor befindet sich eine große Kreuzigungsgruppe. Rechts und links vom Chorbogen sind Holzfiguren des heiligen Josef und der heiligen Maria angebracht. An der nördlichen Langhauswand sieht man  den heiligen Simon mit der Säge, gegenüber den heiligen Judas Thaddäus mit der Keule.